# Sternwellenzelt

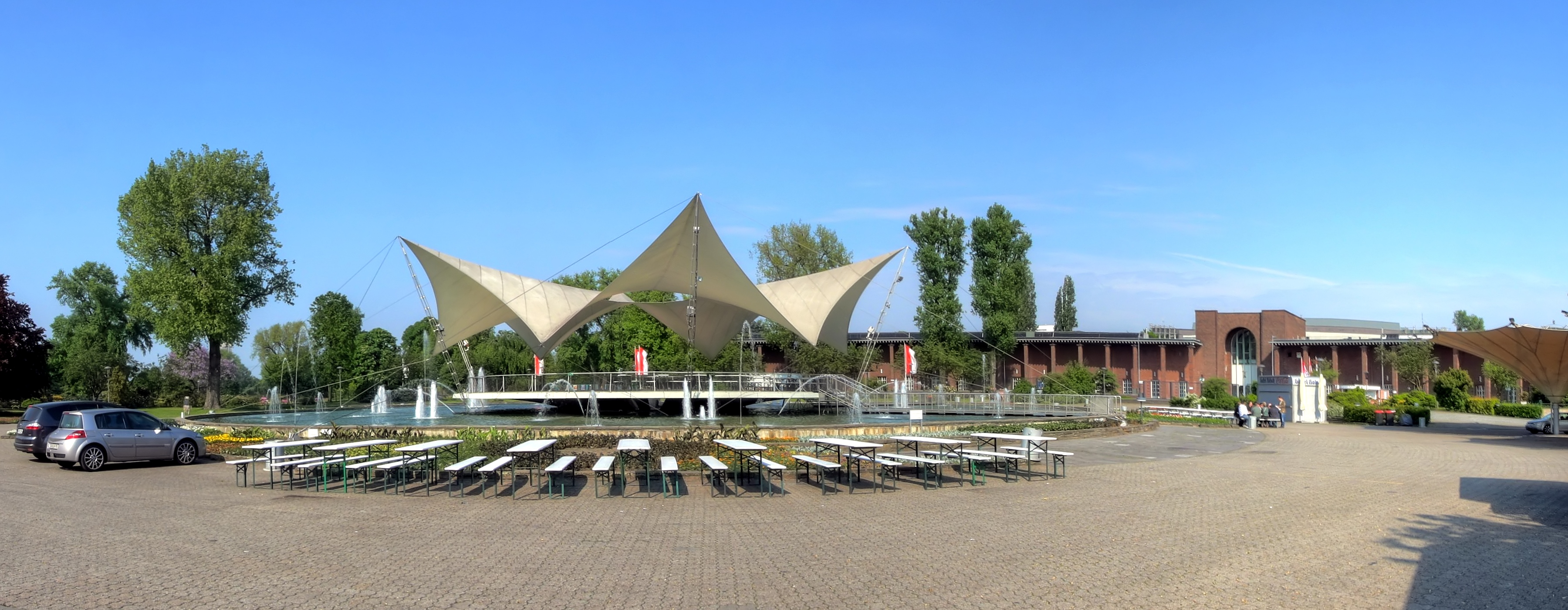
Tanzbrunnen mit Sternwellenzelt im Rheinpark Köln

Das Sternwellenzelt des Kölner Tanzbrunnens ist ein vom deutschen Architekten, Architekturtheoretiker und Hochschullehrer Professor Frei Otto für die Kölner Bundesgartenschau 1957 realisiertes radiales Wellenzelt im Membranbauweise für die Tanzfläche des Tanzbrunnens, die als runde Insel über einer künstlich angelegten Wasserfläche steht. Die Tanzfläche wurde schon 1950 vom Architekten Josef Op Gen Oorth errichtet. Die Dachkonstruktion steht zusammen mit anderen Bauten des Tanzbrunnens unter Denkmalschutz. Otto entwickelte in der Folgezeit die Membranbauweise weiter, welche in der mit Günter Behnisch und dessen Architekturbüro verwirklichten Überdachung des Hauptsportstättenbereichs am Olympiagelände in München einen Höhepunkt erreichte.
Die Zeltkonstruktion wird durch sechs schmale 10 m lange Leichtbaumaste getragen. Die ca. 1000 m² große Fläche des Dachs bestand ursprünglich aus Baumwollsegeltuch. Sie besteht aus zwölf gleichen miteinander verbundenen Segmenten, die sternförmig um einen Ring mit einer 28 m² großen zentralen Öffnung angeordnet sind. Die äußeren Ränder beschreiben deshalb eine Wellenbewegung. Das Dach war ursprünglich nur für das Jahr der Bundesgartenschau geplant. Da es sehr beliebt war, wurde es über mehrere Jahre im Winter abgebaut und im Sommer wieder aufgestellt. Nachdem einige Jahre das Zelt komplett abgebaut war, wurde das Zeltdach 2001 wieder errichtet. Die gesamte Dachkonstruktion wurde dabei aufwändig restauriert. Die Baumwolle des Sternwellenzelts wurde durch beschichtetes Polyester-Polyplan ersetzt und hat nun 500 m² Schutzfläche.